# Caballo viejo (álbum)
Caballo viejo es un álbum de María Dolores Pradera, lanzado en septiembre de 1983 y restaurado en 1986. El álbum contiene 10 canciones de distintos géneros musicales, entre los que se incluyen: ranchera, milonga y balada, entre otros; algunos temas ya habían sido grabados en otros discos como es el caso de la canción Caballo viejo, mientras que otros temas se grabaron posteriormente en el caso de Como la cigarra.

## Pistas
| Caballo Viejo |                               |          |  |
| N.º           | Título                        | Duración |  |
| 1.            | «Sin tu amor no valgo nada»   |          |  |
| 2.            | «Caballo viejo»               |          |  |
| 3.            | «Callecita encendida»         |          |  |
| 4.            | «Esta Tristeza mía»           |          |  |
| 5.            | «Milonga sentimental»         |          |  |
| 6.            | «Primera , segunda y tercera» |          |  |
| 7.            | «El sí , que sí»              |          |  |
| 8.            | «Trasnochados espineles»      |          |  |
| 9.            | «El ciego»                    |          |  |
| 10.           | «Como la cigarra»             |          |  |